# Árónův náprsník

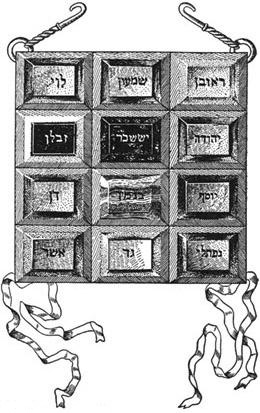
Umělecká představa Árónova náprsníku

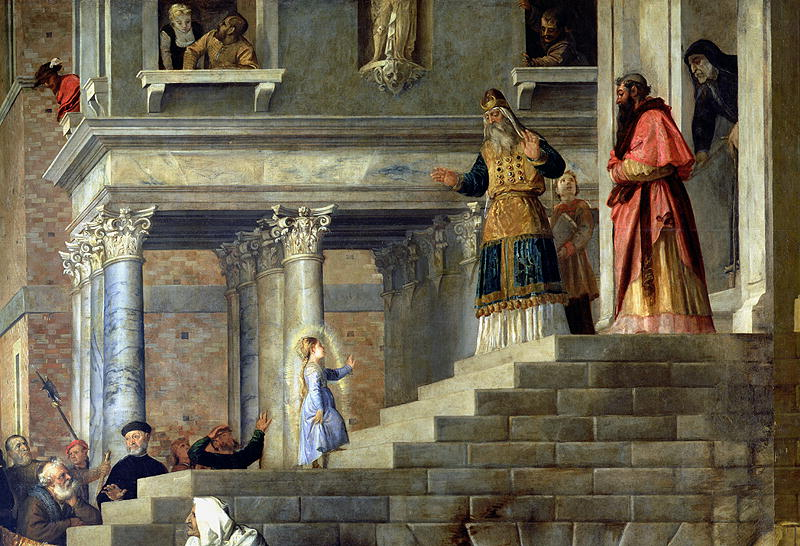
Velekněz s náprsníkem podle představy Tiziana

Árónův náprsník neboli náprsník práva či náprsník soudu (hebrejsky חֹשֶׁן‎ – chošen) byl náprsník nošený veleknězem v Izraeli. Je popsaný v knize Exodus v bibli. Podle biblického popisu byl vyrobený ze zlaté tkaniny a zlatými řetízky přichycený k efodu, který velekněz nosil pod ním. Byl vyzdoben čtyřmi řadami do zlata zasazených drahokamů, přičemž v každé řadě byly tři, dohromady dvanáct, po dvou různé, jeden za každý izraelský kmen, jejichž jména byla na kamenech vyryta. Přesné druhy kamenů nejsou zcela jisté, mohlo jít o karneol, topaz, smaragd, malachit, safír, onyx, jantar nebo opál, achát, ametyst, lazurit, beryl, rubín.
Náprsník sloužil jako schránka pro úrím a tummím, dva kameny, pomocí nichž velekněz zjišťoval vůli Boha.